# 尾上高中前站
尾上高中前站（日语：／ Onoe-Koko-Mae eki */?）是位於青森縣平川市猿賀上川50番3號，弘南鐵道的弘南線車站。

## 車站構造
採用簡易車站模式運作，月台上除了設置了一座候車小屋外，便沒有其他多餘的車站設施。
車站四周近乎全為農地，最接近車站的建築物已經尾上高等學校，最接近的民居亦離車站最少700公尺，所以除了高校生外，幾乎沒有其他的乘客使用。
又在2023年初時，弘南鐵道重新為各車站月台上的看板更新，並且加入了英文、繁體中文及韓文站名，其中英文及中文站名分別定為「Onoe High School」及「尾上高中前」，隨後的車站網頁亦更改為現時名稱。

## 月台配置
只設有1個側式月台，由於是屬於近期建成的車站，所以月台入口採用了無障礙斜道。同樣採用鋼架及塗上水泥層的鋼板所搭成。
列車靠站時，往黑石方向為右側上落，往弘前方向為左側上落。
| 路線   | 方向 | 目的地   |
| ------ | ---- | -------- |
| 弘南綫 | 上行 | 弘前方向 |
| 弘南綫 | 下行 | 黑石方向 |

## 歷史
- 1999年4月1日：車站啟用。與尾上綜合高校開校日同日。
- 2023年4月12日：增設車站編號[2]。

## 利用狀況
| 1日上落車人次 | 1日上落車人次 |
| 年度          | 1日平均人次   |
| ------------- | ------------- |
| 2011年        | 150           |
| 2012年        | 103           |
| 2013年        | 87            |
| 2014年        | 113           |
| 2015年        | 150           |
| 2016年        | 158           |
| 2017年        | 169           |
| 2018年        | 73            |
| 2019年        | 84            |
| 2020年        | 147           |
| 2021年        | 151           |
| 2022年        | 67            |

## 車站周邊
- 青森縣立尾上綜合高等學校（日语：青森県立尾上総合高等学校）

## 相鄰車站
弘南鐵道
 ■弘南綫弘南線
津輕尾上（KK08）－尾上高中前（KK09）－稻田藝術（KK10）*－田舍館（KK11）
*:部分列車全年通過稻田藝術站。在冬季期間，所有列車均會通過不停靠稻田藝術站。

## 外部連結
- 尾上高中前站 （页面存档备份，存于）（日語） （各站資訊） - 弘南鐵道